# Liste der Biografien/Mong
Liste der Biografien |
Portal Biografien |
Personensuche
# |
A |
B |
C |
D |
E |
F |
G |
H |
I |
J |
K |
L |
M |
N |
O |
P |
Q |
R |
S |
T |
U |
V |
W |
X |
Y |
Z |
?
 
Ma |
Mb |
Mc |
Md |
Me |
Mf |
Mg |
Mh |
Mi |
Mj |
Mk |
Ml |
Mm |
Mn |
Mo |
Mp |
Mq |
Mr |
Ms |
Mt |
Mu |
Mv |
Mw |
Mx |
My |
Mz
 
Moa |
Mob |
Moc |
Mod |
Moe |
Mof |
Mog |
Moh |
Moi |
Moj |
Mok |
Mol |
Mom |
Mon |
Moo |
Mop |
Moq |
Mor |
Mos |
Mot |
Mou |
Mov |
Mow |
Mox |
Moy |
Moz
 
Mona |
Monb |
Monc |
Mond |
Mone |
Monf |
Mong |
Monh |
Moni |
Monj |
Monk |
Monl |
Monm |
Monn |
Mono |
Monr |
Mons |
Mont |
Monu |
Monv |
Mony |
Monz
Die Liste der Biografien führt alle Personen auf, die in der deutschsprachigen Wikipedia einen Artikel haben. Dieses ist eine Teilliste mit 51 Einträgen von Personen, deren Namen mit den Buchstaben „Mong“ beginnt.

## Mong
- Mong, Kwan Yi (* 1987), chinesische Badmintonspielerin (Hongkong)

### Monga
- Monga, Guneet (* 1983), indische Filmproduzentin und Filmschaffende
- Mongaku (1139–1203), japanischer buddhistischer Mönch, Politiker
- Mongault, Nicolas-Hubert (1674–1746), französischer Oratorianer, Kommendatarabt, Übersetzer und Mitglied der Académie française

### Monge
- Monge Álvarez, Luis Alberto (1925–2016), costa-ricanischer Politiker
- Monge, Claudio (* 1968), italienischer Ordensgeistlicher und Theologe
- Monge, Gaspard (1746–1818), französischer Mathematiker, Physiker und ChemikerGaspard Monge (1746–1818)

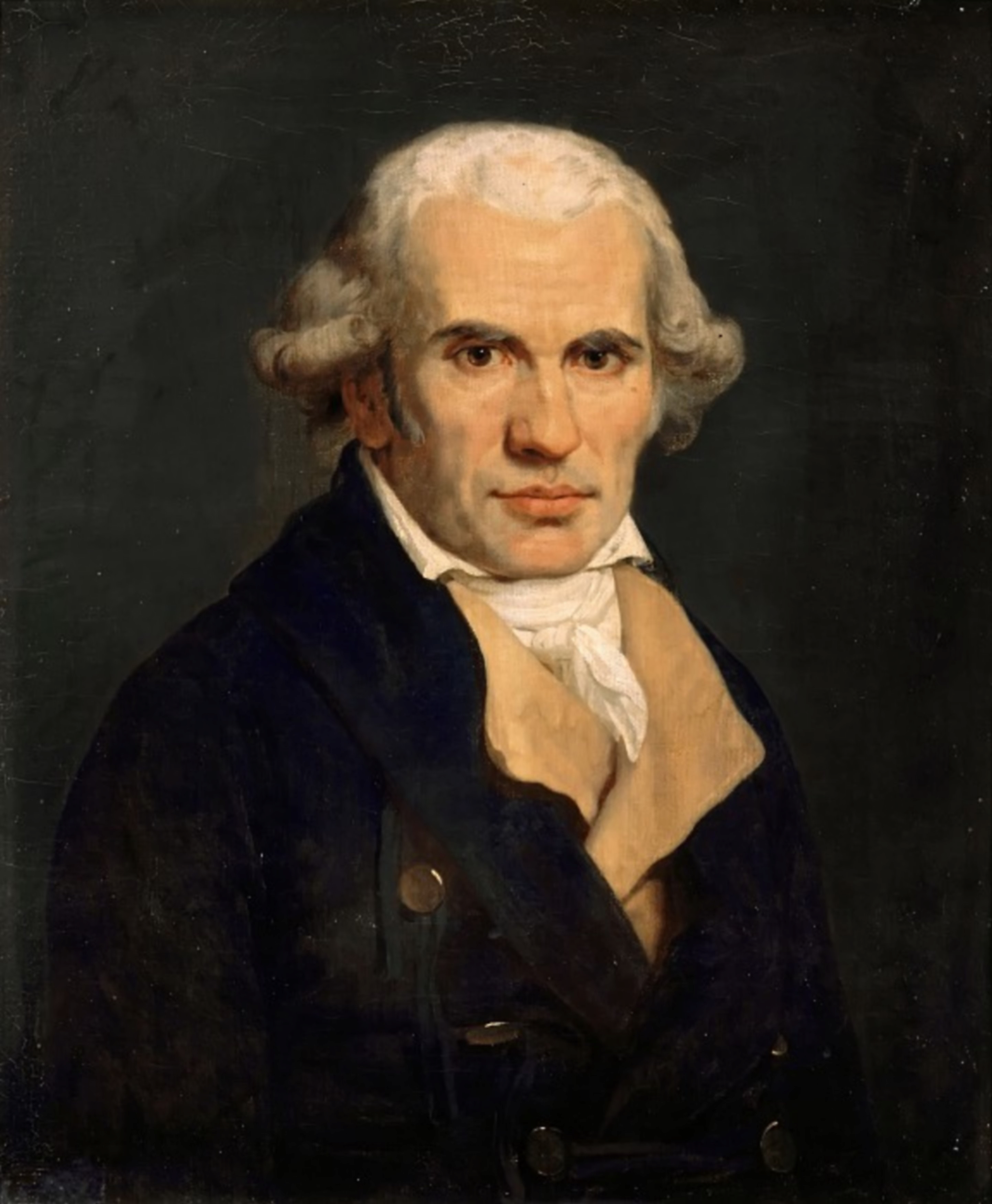
Gaspard Monge (1746–1818)

- Monge, Yolandita (* 1955), puerto-ricanische Sängerin und Schauspielerin
- Mongeau, Gérard (1900–1994), kanadischer Geistlicher
- Mongeau, Michel (1946–2020), kanadischer Schauspieler und Hörfunkmoderator
- Mongel, Aurore (* 1982), französische Schwimmerin
- Mongelar, Carlos, uruguayischer Fußballspieler
- Mongella, Gertrude (* 1945), tansanische Politikerin, Präsidentin des panafrikanischen Parlaments
- Mongelos Bobadilla, Erika Sofia (* 1996), paraguayische Beachvolleyballspielerin
- Mongelos, Gustavo (* 2004), paraguayischer Leichtathlet
- Mongenast, Mathias (1843–1926), luxemburgischer Politiker und Anwalt
- Mongeon, Erica (* 1981), US-amerikanisches Model
- Mongeon, Victoria (* 1981), US-amerikanisches Model
- Monger, Adrian (1932–2016), australischer Ruderer
- Monger, James (* 1937), britisch-kanadischer Geologe

### Mongi
- Mongiano, Aldo (1919–2020), italienischer Ordensgeistlicher, römisch-katholischer Bischof von Roraima
- Mongiardino, Lorenzo (1916–1998), italienischer Innenarchitekt, Bühnen- und Szenenbildner
- Mongiardo, Daniel (* 1960), US-amerikanischer Politiker
- Mongillo, Aviva (* 1998), kanadische Schauspielerin und Sängerin
- Mongin, Edme (1668–1746), französischer römisch-katholischer Bischof, Kommendatarabt und Mitglied der Académie française
- Mongin, Marcel (1897–1972), französischer Automobilrennfahrer
- Monginot, Charlotte (1872–1962), französische Bildhauerin
- Monginou, Yvette (1927–2023), französische Hürdenläuferin und Sprinterin

### Mongk
- Möngke Khan (1209–1259), vierter mongolischer KhaganMöngke Khan (1209–1259)

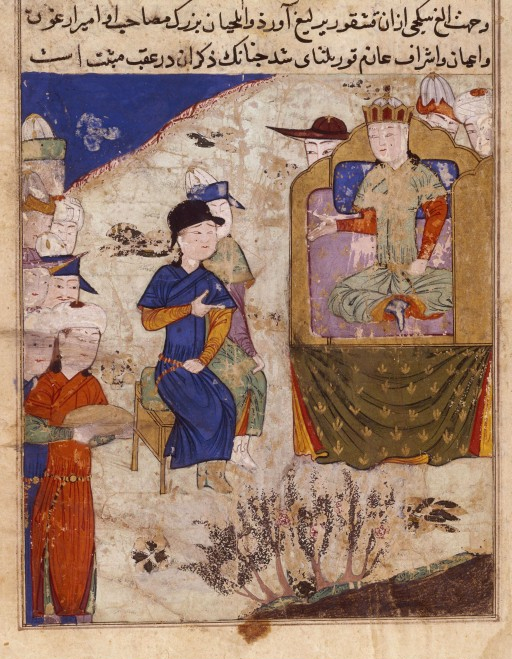
Möngke Khan (1209–1259)

- Möngke Timur († 1280), mongolischer Khan
- Mongkhonchai Lekpimai (* 2006), thailändischer Fußballspieler
- Mongkol Jitthai (* 1992), thailändischer Fußballspieler
- Mongkol Namnuad (* 1985), thailändischer Fußballspieler
- Mongkol Tossakrai (* 1987), thailändischer Fußballspieler
- Mongkol Woraprom (* 1989), thailändischer Fußballspieler
- Mongkonchai Kongjumpa (* 1988), thailändischer Fußballspieler
- Mongkut (1804–1868), König von Siam (1851–1868)

### Mongl
- Monglowsky, Kurt (1891–1973), deutscher Landrat

### Mongo
- Mongo, Enzo (* 2005), französischer Fußballspieler
- Mongo, Pabé (* 1948), kamerunischer Schriftsteller
- Mongo, Thomas (1914–1988), kamerunischer römisch-katholischer Geistlicher und Bischof von Douala
- Mongongu, Cédric (* 1989), kongolesischer Fußballspieler
- Möngöntuul, Batchujagiin (* 1987), mongolische Schachspielerin

### Mongr
- Mongrain, Erik (* 1980), kanadischer Gitarrist und Komponist
- Mongredien, Sue (* 1970), britische Autorin

### Mongu
- Mongudhi, Elizabeth (* 1970), namibische Langstreckenläuferin
- Monguió, Luis (1908–2005), US-amerikanischer Romanist und Hispanist spanischer Herkunft
- Monguió, Pablo (1865–1956), spanischer Architekt des katalanischen Modernismus
- Mongus, Longus, deutscher RapperLongus Mongus

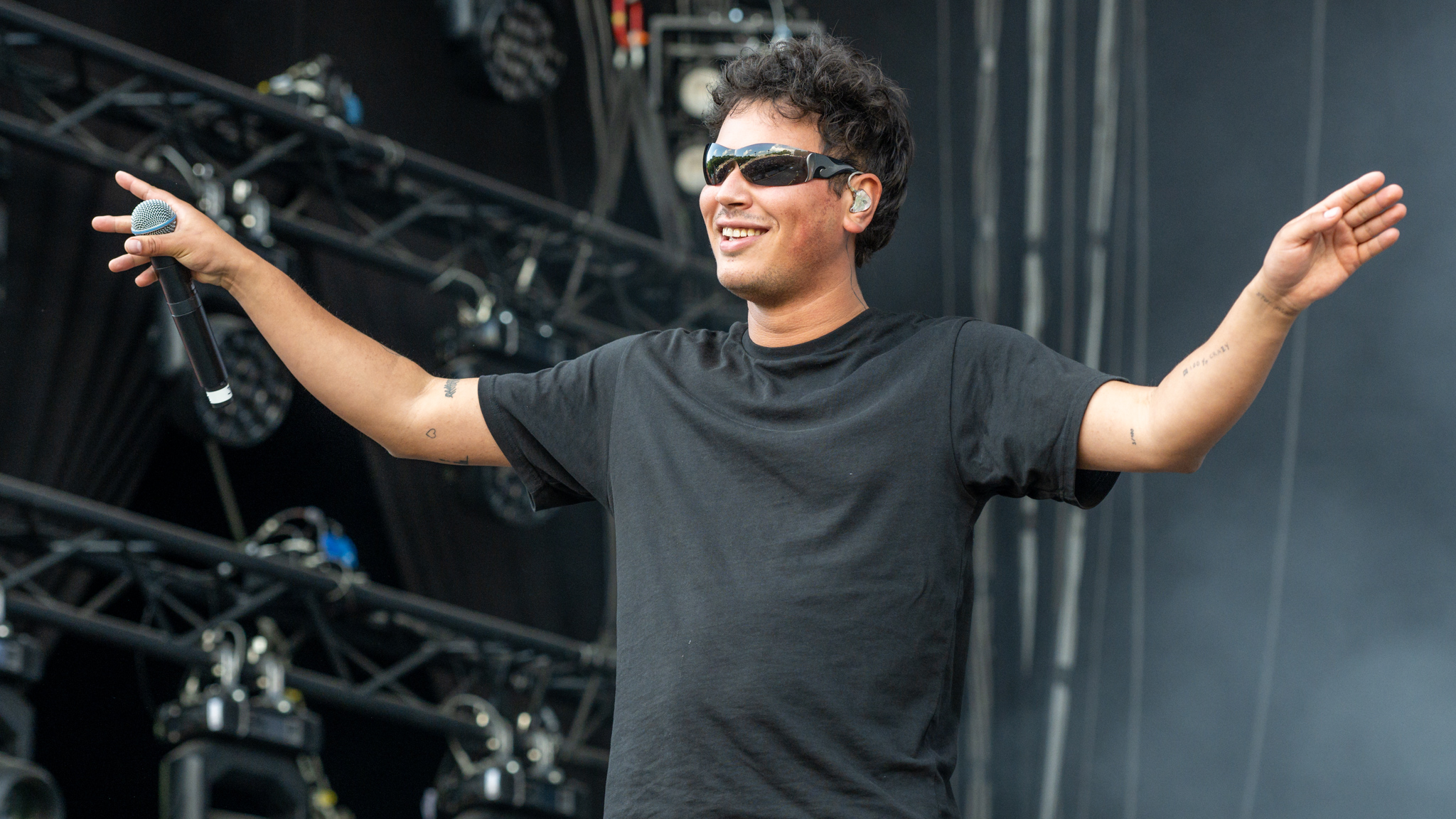
Longus Mongus

- Monguzzi, Bruno (* 1941), Schweizer Grafikdesigner, Typograf und Lehrer
- Monguzzi, Cristiano (* 1985), italienischer Straßenradrennfahrer